# 27248 Schristensen
27248 Schristensen è un asteroide della fascia principale. Scoperto nel 1999, presenta un'orbita caratterizzata da un semiasse maggiore pari a 2,2830003 au e da un'eccentricità di 0,1202960, inclinata di 10,84986° rispetto all'eclittica.